# Hudson (rijeka)
Hudson je rijeka duga 507 km u istočnom dijelu Sjedinjenih Država.
Rijeku tvore višestruki potoci koji izviru iz nekoliko manjih ledenjačkih jezera u planinama Adirondacka  i teče oko 507 km kroz istočni dio zemlje.
Zagađenje rijeke industrijskim otpadom i fekalijama ostalo je stalan problem.